# I时代报

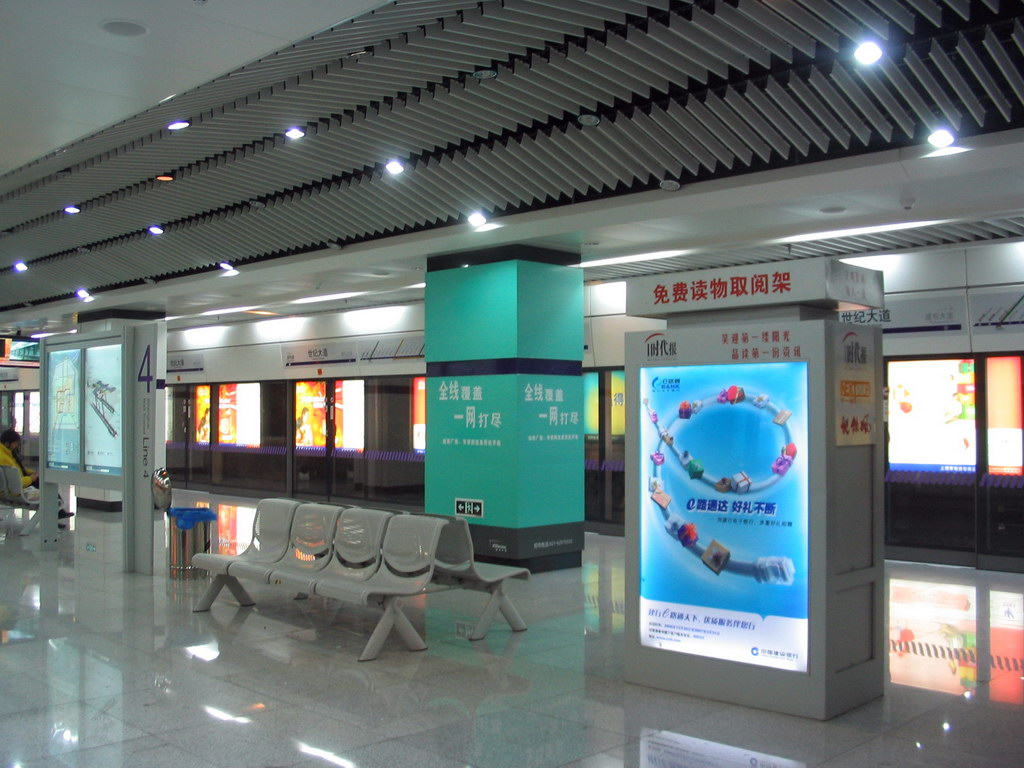
上海轨道交通4号线世纪大道站站台上的《I时代报》取阅架

《I时代报》（亦可称作《时代报》），是中华人民共和国上海市出版的一份报纸，前身为上海市科委主管的《上海计算机报》（2000年改为解放日报报业集团主管），2001年更名为《I时代报》，改版为“具有男性气质的新闻加服务类周报”。2003年，该报再次改版，转型为免费地铁报，改在上海地铁各车站发行，以“上班族通勤路上获得资讯的报纸”为定位，成为中国内地第一家免费报纸。在停刊前，该报由上海报业集团主管，由上海地铁时代传媒发展有限公司负责日常运营。报纸口号为“笑迎第一缕阳光，品读第一份资讯”。
2018年1月16日，《I时代报》头版刊发休刊公告，称经报业集团研究决定，《I时代报》自2018年1月17日起休刊。

## 历史
《I时代报》前身为上海市科委主管的《上海计算机报》，为周报，版式为4开16版。该报主要报道中国计算机产业的方针政策、国内外计算机产业和技术发展的信息，以及普及计算机知识。2000年，《上海计算机报》改由解放日报报业集团主管。
2001年12月，《上海计算机报》更名为《I时代报》，并更改报纸定位，即“给主流人士看的、具有男性气质的新闻加服务类周报”。该报更名为《I时代》后，引发了许多争议。根据报社的说法，“I时代”有信息（Information）时代的意思，也有我（I）时代的意思，因此“比较有时尚和现代感”。而其前身《上海计算机报》的英文名为《IT Shanghai》，更名后直接抽掉“T”，即“I时代”。不过卖报人员和读者都不认同这个名字，一些人有读成“IT时代”的，也有读成“I时代”的，但不少超市营业员直接叫它“时代报”。
2003年8月29日，《I时代报》再次改版，改为在上海地铁各车站发行，同时作为上海地铁运营公司特许授权的免费媒体，每周一至周五早高峰时段在各个车站定向发行，改版后的报纸定位为“上班族通勤路上获得资讯的报纸”。改版后的《I时代报》成为中国大陆第一份免费报纸。
2004年9月，《I时代报》又获得了上海公交全覆盖的独家发行权，2个月后进入60条公交线路上免费发行。2010年7月7日，《I时代报》宣布覆盖15家上海地区的甲级写字楼，年内将覆盖50幢高级写字楼。
自上海地铁宣布启用车上WiFi后，一些于早高峰时段原本阅读《I时代报》的人士逐步改看手机或者平板电脑。为此，在2018年1月16日，该报头版刊发休刊公告，称经报业集团研究决定，《I时代报》自2018年1月17日起休刊。

## 版面与特色
《I时代报》是一份综合性报纸，每期固定版面包括民生、综合、社会、国际与娱乐。该报的最大特色是将新闻纸与时尚消费类周报的特色融为一体。而副刊版内容提供消费娱乐信息，还提供时尚娱乐类周刊周报上受欢迎且深受白领喜爱的星座、心理测试、九字宫格和数独游戏等内容。另外，每期封底皆会登载朱德庸漫画作品；同时与《上海日报》合作创办双语版，提供纯英语内容，为上班族学习英语提供方便。
该报每周一版面最少，以符合上班族每周一交通最为拥挤，工作最为紧张的特点。至于每周二至五皆会开设专版，如周二的旅游版，周三的人才、数码及E生活版，周四的楼市聚焦版；周五的服装、购物、美食等信息版。该报还专门设置“网络”版， 提供热门博客评述和热门论坛话题。
《I时代报》平均半版至少刊载6篇以上新闻，其中每版一篇刊载主要新闻。在编排上，除主要新闻标题采用初号字体外，其余新闻标题大多采用二号字体，且每篇均无小标题。